# تئاتر لانگیکر
تئاتر لانگیکر (انگلیسی: Longacre Theatre) یک سالن تئاتر متعلق به سازمان شوبرت در شهر نیویورک، آمریکا است.
این تئاتر که در سال ۱۹۱۳ تأسیس شده در منطقه تئاتر برادوی قرار دارد و دارای ۱۰۹۱ نفر ظرفیت است.

## نگارخانه

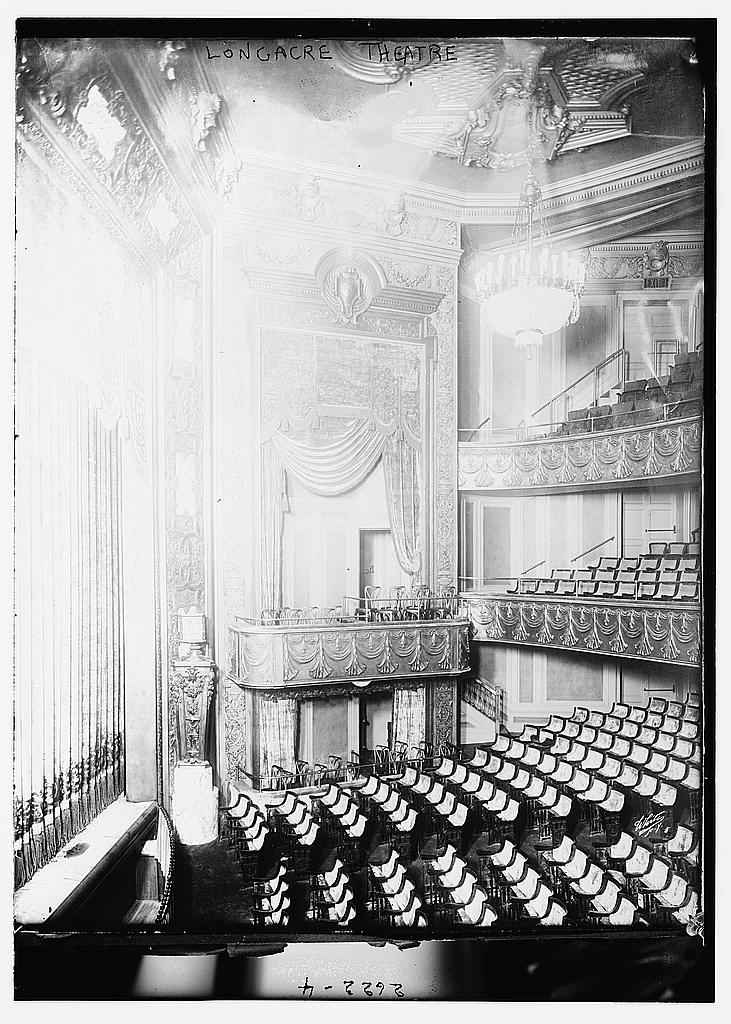
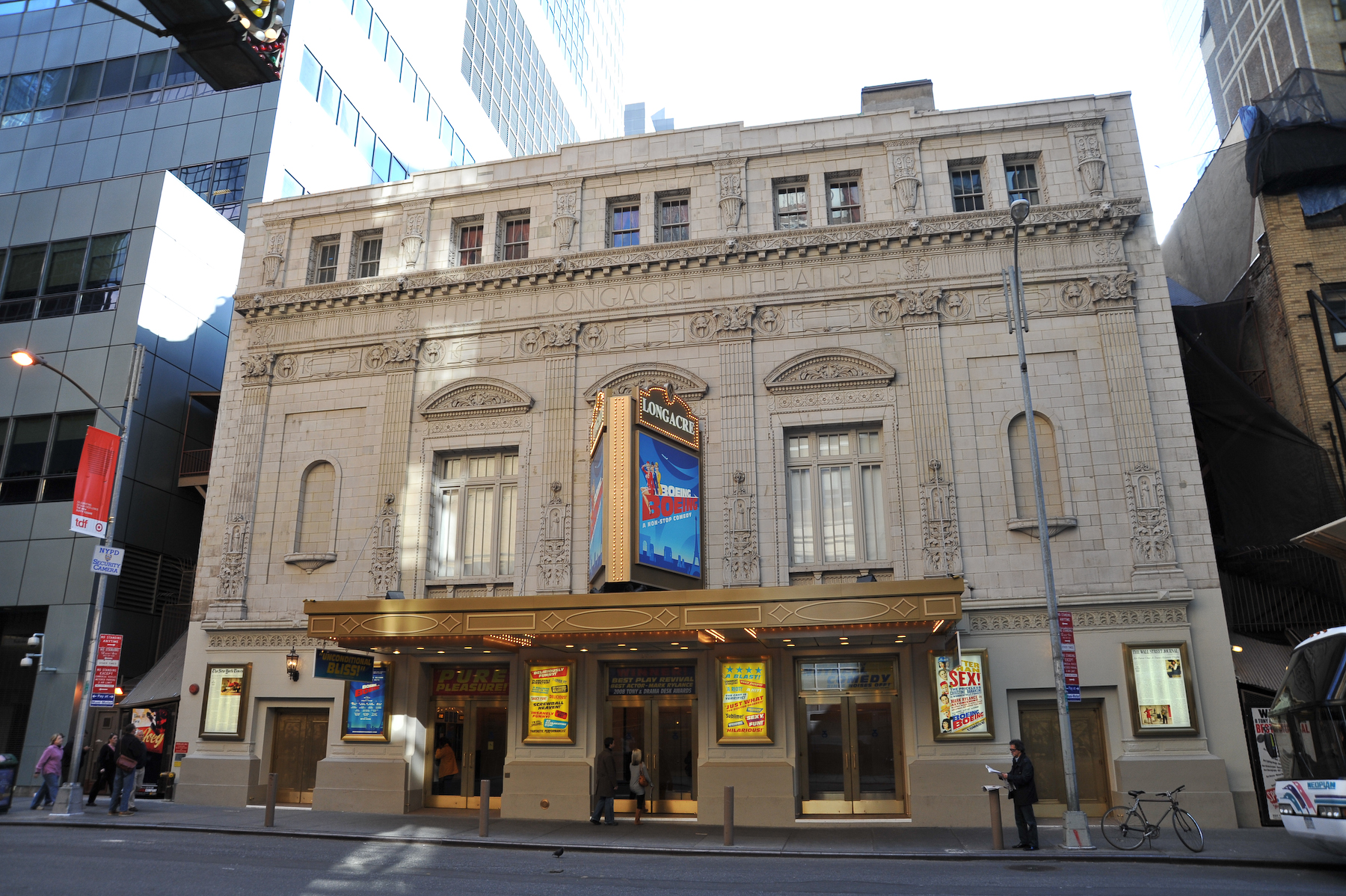